# Agni Air
Agni Air – nepalska linia lotnicza z siedzibą w Katmandu. Głównym hubem jest port lotniczy Katmandu. Linia obsługuje połączenia krajowe.